# Les Juifs et la Terre
Pour plus de détails, voir Fiche technique et Distribution.
Les Juifs et la Terre (russe : Евреи на земле) est un film documentaire de propagande soviétique réalisé par Abram Room, sorti en 1927.

## Origine
Les Juifs et la Terre, film soviétique de propagande et documentaire, a pour origine une commande de l'OZET, dans le cadre d'une campagne contre l'antisémitisme en URSS à la fin des années 1920. Le scénariste Victor Chklovski et le réalisateur Abram Room travaillent en même temps sur le film d'art et d'essai (ru) Ухабы (Les fondrières).

## Sujet
Le film montre comment des colons juifs s'installent dans des territoires du littoral nord de la Mer Noire et de Crimée. Pour mettre en valeur avec succès des terres délaissées, ils créent des communes agricoles vivant sur elles-mêmes. Les colons juifs, hommes et femmes, sont présentés comme une communauté solidaire, avec en arrière plan un antisémitisme qui croît.

## Détail
Les cartons sont de Vladimir Maïakovski.

## Fiche technique
- Titre original : Евреи на земле
- Titre français : Les Juifs et la Terre
- Réalisation : Abram Room
- Scénario : Vladimir Maïakovski, Abram Room, Victor Chklovski
- Opérateur : Albert Kouïne
- Assistant du réalisateur Lilia Brik
- Pays d'origine : URSS
- Langue originale : russe
- Format : Noir et blanc - Muet
- Genre : Documentaire
- Durée : 17 minutes
- Date de sortie : 1927